# Cœur de père
Pour l’article homonyme, voir Cœur de père (film, 1922).
Cœur de père est un film muet français réalisé par Louis Feuillade et Maurice de Féraudy, sorti en 1910.

## Fiche technique
- Co-réalisation  : Louis Feuillade et Maurice de Féraudy
- Société de production : Société des Établissements L. Gaumont
- Pays : France
- Format : Muet - Noir et blanc - 1,33:1 - 35 mm
- Durée : inconnue
- Date de sortie : 
  -  France - 1910